# Dobranocny Ogród
Dobranocny Ogród (ang. In the Night Garden) – serial telewizyjny przeznaczony głównie dla dzieci w wieku 1–3 lat. Został wyprodukowany przez firmę Ragdoll Productions. Polska premiera odbyła się 21 kwietnia 2008 roku w stacji CBeebies, a emisja powtórek została zakończona 4 maja 2024 roku. Serial pokazywano także w telewizji Fokus TV w angielskiej wersji językowej. W 2019 roku powstał oficjalny kanał YouTube Dobranocny Ogród - WildBrain, na którym udostępniane są pełne odcinki serialu po polsku.
W 2022 roku na antenie australijskiej stacji ABC Kids premierę miał spin-off serialu – Dobranocny Ogród: w ZinkiZonii. W Polsce dostępny jest od 5 czerwca 2023.

## Bohaterowie
- Igipigiel (ang. Iggle Piggle) – bohater w kolorze niebieskim, przypominający nieco pluszowego misia. Jest kimś w rodzaju głównego bohatera, pojawiając się na początku i na końcu bajki, w postaci stałej klamry narracyjnej. Często przechadza się ze swoim czerwonym kocykiem. Jest wrażliwy na emocjonujące wieści – upada na ziemię, gdy dowiaduje się o czymś poważnym. Jest najlepszym przyjacielem Upsy Daisy i dosyć często się z nią całuje. Igipigiel mieszka na łódce[5].
- Makka Pakka (często błędnie pisane jako Maka Paka) – biały bohater wyglądem przypominający kamień. Po ogrodzie podróżuje ze swoim wózkiem – Ogg Poggiem. Jest mniejszy od Upsy Daisy i Igipigla. Ma na głowie najprawdopodobniej trzy kamienie. Nosi przy sobie trąbkę, dzięki której może komunikować innym mieszkańcom swoje przybycie. Jego ulubionym zajęciem jest mycie kamieni oraz twarzy innym bohaterom. W tym celu nosi przy sobie gąbkę, fioletowe mydełko oraz suszarkę zwaną Aff Aff. Makka Pakka mieszka w domku z kamieni, znajdującym się za mostkiem, opodal magicznej altanki. Wydaje tylko dźwięki: makka pakka, agga pang, mika makka muu, ham dam, Ogg Pogg i aff aff. Jego przytulankami są kamienie. W polskiej wersji do końca nieustalona jest płeć tej postaci, w narracji niejednokrotnie mówi się o „tej” Makka Pace, ale czasami narrator „mówi do niej” w rodzaju męskim. W oryginalnej wersji językowej narrator zawsze odnosi się do Makki Pakki w rodzaju męskim[6].
- Upsy Daisy – jest bohaterką przypominającą dziewczynkę. Jej karnacja jest ciemniejsza, nawiązująca do barwy skóry mulatów. Upsy Daisy jest najlepszą przyjaciółką Igipigla. Bardzo lubi śpiewać, dlatego często nosi przy sobie megafon. Jest ubrana w czerwoną, nadmuchiwaną sukienkę oraz pomarańczową bluzkę w kwiatki. Wydaje dźwięki: upsy daisy oraz daisy doo. Mieszka na przenośnym łóżku, wśród stokrotek[7].
- Tomblibusie (ang. Tombliboos) – trzy stworki o imionach Ooo, Eee i Unn. Mieszkają w dużym, zielonym krzewie. Grają na instrumentach oraz często myją zęby. Ooo nosi brązowo-różowy strój, Eee różowo-żółty, a Unn czerwono-zielony. Tomblibusie wydają dźwięk: tombliboo[8].
- Pontipiny (ang. Pontipines) – malutkie stworki w czerwonych płaszczykach. Jest ich 10 – tata, mama, czterech synów i cztery córki. Mieszkają w domku-bliźniaku pod dębem. Ich sąsiadami są Wottingersi. Pontipiny często wychodzą na spacery. Tworzone są za pomocą animacji poklatkowej[9].
- Wottingersi (ang. Wottingers) – malutkie stworki w niebieskich płaszczykach. Jest ich 10 – tata, mama, czterech synów i cztery córki. Mieszkają w domku-bliźniaku pod dębem. Ich sąsiadami są Pontipiny. Wotingersi występują w bajce bardzo rzadko, z wyjątkiem końca przy karuzeli. Podobnie jak Pontipiny, tworzone są za pomocą animacji poklatkowej[10].
- Pinky Ponk – pojazd latający składający się ze świeczników oraz skrzydełek. Wyposażony jest w pokaźną gondolę oraz balkon. Często utyka na drzewie. Swoim wyglądem przypomina sterowiec. Przewozi mieszkańców Dobranocnego Ogrodu[11].
- Ninky Nonk – pojazd przypominający pociąg. Także przewozi mieszkańców Dobranocnego Ogrodu[12].
- Hahusie (ang. Hahoos) – pięć dużych maskotek. Poruszają się bardzo wolno. Pojawiają się w finałowej piosence, z rzadka uczestniczą w głównym wątku bajki[13].
- Titifery (ang. The Tittifers) – ptaki latające w Dobranocnym Ogrodzie. Mają swoją pieśń, która odśpiewywana jest w każdym odcinku. Wśród Titiferów można wyróżnić trzy dudki, tukana, cztery niebieskie wróble i dwa turaki białouche[14].

## Produkcja

### Geneza
Zamysł serialu powstał w głowie Andrew Davenporta w pierwszych latach XXI wieku i opierał się na jego własnych wspomnieniach z dzieciństwa – nie lubił chodzić spać u siebie w domu, lecz uwielbiał to robić u babci. Sam przyznał, że pora snu wielu dzieciom nie kojarzy się z niczym przyjemnym, a Dobranocny Ogród pomaga to zmieniać. W 2004 roku Davenport stworzył wstępne szkice trzech bohaterów Dobranocnego Ogrodu – Igipigla, Upsy Daisy i Makka Pakki. Później zaprojektował również resztę bohaterów, scenerię, napisał muzykę i scenariusze.

### Zdjęcia
Zdjęcia do serialu rozpoczęły się w marcu 2005 roku i trwały przez 1,5 roku. Miejsce, w którym odbywały się nagrania przez długi czas pozostawało owiane tajemnicą, określano je jedynie jako sekretną lokalizację w okolicy Stratford-upon-Avon. W 2023 roku fani serialu z serwisu Reddit zidentyfikowali to miejsce, okazał się nim prywatny las Smatchley Wood.
Do animacji serialu użyto najnowocześniejszej techniki komputerowej, ale i tradycyjnych metod, takich jak aktorskie stroje czy animacja poklatkowa. Serial jest najdroższą produkcją telewizyjną BBC dla dzieci – 65 epizodów wymaga ponad £10,5 milionowego budżetu. 
Filmowanie scen w lesie było uciążliwe dla ekipy filmowej, ponieważ nieraz plener był nawiedzany przez powodzie błyskawiczne (zalewana bywała np. jaskinia Makka Pakki), a dęby były atakowane przez zarazę. Nieraz widoczne w kadrach kałuże błota musiały być zastępowane cyfrowo generowaną trawą w postprodukcji. Pracochłonny był również montaż, ze względu na użycie wielu zaawansowanych technik filmowych. Zmontowanie jednej 16-sekundowej sceny z odcinka 71. zajęło 100 godzin.

### Obsada
- Igipigiel – Nick Kellington
- Upsy Daisy – Rebecca Hyland[21]
- Makka Pakka – Justyn Towler
- Tomblibuś Unn – Andy Wareham
- Tomblibuś Ooo – Holly Denoon, Isaac Blake
- Tomblibuś Eee – Elisa Laghi
- Narrator – Derek Jacobi

## Wersja polska
Wersja polska: Na zlecenie BBC Worldwide: Master Film, Studio Sonica, Start International Polska

Reżyseria:
- Elżbieta Jeżewska (odcinki ze studia Master Film),
- Miriam Aleksandrowicz (odcinki ze studia Sonica),
- Michał Skarżyński (odcinki ze studia Start International Polska)

Dźwięk i montaż: 
- Michał Skarżyński (odcinki ze studia Start International Polska)

Tekst:
- Magdalena Dwojak (odcinki z obu studiów Master Film i Start International Polska),
- Łukasz Zielonka (odcinki ze studia Sonica),
- Alicja Petruszka (odcinki ze studia Start International Polska)

Śpiewała: Joanna Węgrzynowska
Czytał: Maciej Szary
Lektorzy:
- Piotr Borowiec (odcinki ze studia Master Film),
- Maciej Szary (odcinki ze studia Sonica),
- Daniel Załuski (odcinki ze studia Start International Polska)

## Spis odcinków
| N/o                                          | Tytuł                                                  | Opis |
| -------------------------------------------- | ------------------------------------------------------ | --- |
| SERIA PIERWSZA (19 marca 2007–14 marca 2008) |                                                        | |
| 1                                            | Makka Pakka Washes Faces                               | Makka Pakka odwiedza mieszkańców ogrodu, by umyć im buzie. |
| 2                                            | Tombliboos’ Waving Game                                | Tomblibusie odkrywają, że można bawić się w machanie. |
| 3                                            | Everybody All Aboard the Ninky Nonk                    | Wszyscy udają się na przejażdżkę Ninky Nonkiem, ale Makka Pakka zostaje z tyłu.                                                                                               |
| 4                                            | The Prettiest Flower                                   | Upsy Daisy chce obejrzeć wszystkie piękne kwiaty w ogrodzie, ale Igipigiel chce przejechać się Ninky Nonkiem.                                                                 |
| 5                                            | Makka Pakka’s Trumpet Makes a Funny Noise              | Trąbka Makki Pakki wydaje dziwny dźwięk. Igipigiel i Upsy Daisy pomagają mu dowiedzieć się, co stało się z trąbką.                                                            |
| 6                                            | Pontipines in Upsy Daisy’s Bed                         | Pontipiny idą na długi spacer wokół ogrodu i kończą w łóżku Upsy Daisy. |
| 7                                            | Who’s Next on the Pinky Ponk?                          | Tomblibusie postanawiają przejechać się Pinky Ponkiem, ale maszyna wciąż się zatrzymuje, by ktoś nowy mógł do niej wsiąść.                                                    |
| 8                                            | Igglepiggle’s Blanket in Makka Pakka’s Ditch           | Igipigiel zgubił swój koc, a Upsy Daisy pomaga mu go szukać. |
| 9                                            | Ninky Nonk Wants a Kiss                                | Upsy Daisy jeździ Ninky Nonkiem dookoła ogrodu i całuje przedmioty oraz ludzi.                                                                                                |
| 10                                           | Too Loud Tombliboos Nice and Quiet                     | Tomblibusie siedzą w swoim domku i ćwiczą granie tak głośno, że słychać je w całym ogrodzie.                                                                                  |
| 11                                           | Makka Pakka Gets Lost                                  | Makka Pakka idzie przez ogród i szuka kamieni, które mógłby umyć. Wkrótce okazuje się, że zabłądził. Teraz musi odnaleźć drogę powrotną do domu.                              |
| 12                                           | Jumping for Everybody                                  | Wszyscy – od wielkich Hahusiów po maleńkie Pontipiny – przyłączają się do zabawy w skakanie.                                                                                  |
| 13                                           | Hiding in Flowerpots                                   | Rodzice Pontipinów, jak zwykle, gubią swoje dzieci. Zastanawiają się w której doniczce – dużej, małej czy średniej schowały się maluchy?                                      |
| 14                                           | Pinky Ponk Adventure                                   | Pinky Ponk utknął na drzewie i mocno się przechylił. To spowodowało, że pasażerowie pojazdu zsunęli się na jedną stronę.                                                      |
| 15                                           | Tombliboos’ Tower of Five                              | Pontipiny liczą do pięciu. Makka Pakka buduje stos z pięciu kamieni. Tomblibusie budują wieżę – z pięciu klocków!                                                             |
| 16                                           | Igglepiggle’s Mucky Patch                              | Igipigiel pada plackiem na ziemię i robi sobie plamę na brzuchu. Roznosi ją po całym ogrodzie.                                                                                |
| 17                                           | Riding Pinky Ponk and Drinking Juice                   | Tomblibusie latają Pinky Ponkiem popijając pinkiponkowy sok. Każde z nich wydaje jakiś śmieszny odgłos, sącząc swój napój.                                                    |
| 18                                           | Special Megaphone                                      | Upsy Daisy ustawia swój specjalny megafon tak, by móc śpiewać, ale z domku Tomblimbusiów dobiega tak okropny hałas, że wcale jej nie słychać.                                 |
| 19                                           | Tombliboos Clean Their Teeth                           | Tomblibusie biegają po swoim domku, szukając szczoteczek do zębów. Myją zęby w takt specjalnej piosenki.                                                                      |
| 20                                           | Makka Pakka under Igglepiggle’s blanket                | Igipigiel cieszy się tańcem w ogrodzie. Zostawia swój kocyk w bezpiecznym miejscu, ale gdy wraca, kocyka nie ma. Wylądował na głowie Makki Pakki i wygląda, jakby biegał sam. |
| 21                                           | Pontipine Children in the Tombliboos’ Trousers         | Pontipiny idą na długi spacer do domku Tomblibusi. Ich dzieci zaczynają się tam bawić. Wchodzą do spodni Tomblibusia Eee.                                                     |
| 22                                           | Upsy Daisy’s Big Loud Sing Song                        | Upsy Daisy chce zaśpiewać piosenkę przez swój megafon. |
| 23                                           | Playing Hiding with Makka Pakka                        | Tomblibusie odkrywają nową zabawę – grę w chowanego w ogrodzie. |
| 24                                           | The Ball                                               | Piłka turla się po ogrodzie odwiedzając bohaterów. |
| 25                                           | Where is the Pinky Ponk Going?                         | Wszyscy mieszkańcy dobranocnego ogrodu wsiadają do Pinki Ponka, aby odbyć specjalną podróż.                                                                                   |
| 26                                           | Igglepiggle Looks For Upsy Daisy and Follows Her Bed   | Igipigiel nie potrafi znaleźć Upsy Daisy, ale widzi jej łóżko i za nim idzie.                                                                                                 |
| 27                                           | Wave to the Wottingers                                 | Pontipiny idą na spacer i zauważają Wottingersów. |
| 28                                           | Runaway Og-Pog                                         | Og-Pog Makki Pakki ucieka. |
| 29                                           | Upsy Daisy, Igglepiggle, the Bed & the Ball            | Kiedy Upsy Daisy bawi się piłką, Igipigiel postanawia spać w jej łóżku. |
| 30                                           | Tombliboo Ooo Drinks Everybody Else’s Pinky Ponk Juice | Wszyscy lecą Pinky Ponkiem, ale Tomblibuś Ooo jest bardziej zainteresowany piciem soku.                                                                                       |
| 31                                           | Looking for Each Other                                 | Igipigiel i Upsy Daisy są najlepszymi przyjaciółmi, ale nie potrafią się odnaleźć.                                                                                            |
| 32                                           | High and Low                                           | Tomblibusie badają swój dom, który jest pełen interesujących przestrzeni. |
| 33                                           | Tombliboos Have a Very Busy Day                        | Tomblibusie cały dzień spędzają na lataniu Pinky Ponkiem i badaniu ogrodu. |
| 34                                           | The Pontipines on the Ninky Nonk                       | Wszyscy idą na przejażdżkę Ninky Nonkiem. |
| 35                                           | The Pontipines Find Igglepiggle’s Blanket              | Igipigiel tańczy i gubi swój kocyk. Odnajdują go Pontipiny. |
| 36                                           | Igglepiggle’s Accident                                 | Igipigiel odnajduje kamienie Makki Pakki. |
| 37                                           | Upsy Daisy Kisses Everything                           | Upsy Daisy tak bardzo kocha ogród, że postanawia pocałować wszystko wokół niej.                                                                                               |
| 38                                           | Following                                              | Tomblibusie bawią się w swoim domu, ale Tomblibuś Eee nie potrafi się zdecydować co chce robić.                                                                               |
| 39                                           | Look What the Ball Did!                                | Piłka turla się po całym ogrodzie. |
| 40                                           | The Tombliboos Build an Arch                           | W domku Tomblibusi potrzebny jest łuk, który postanawiają zbudować. |
| 41                                           | Makka Pakka’s Stone Garden                             | Makka Pakka odkrywa, że gdy przekłada kamienie, tworzą się różne dźwięki. |
| 42                                           | Hurry Up Tombliboos                                    | Tomblibusie są w swoim domku, kiedy Makka Pakka przychodzi dzwonić. |
| 43                                           | Wake Up Igglepiggle!                                   | Igipigiel zasnął w łóżku Upsy Daisy. Kiedy ona wraca, chce go obudzić. |
| 44                                           | Washing the Haahoos                                    | Makka Pakka czyści buzie wszystkim – od najmniejszych Pontipinów, po największe Hahusie.                                                                                      |
| 45                                           | Where’s Upsy Daisy Gone?                               | Upsy Daisy uczy Igipigla, jak grać w chowanego. |
| 46                                           | Over and under                                         | Wszyscy lecą Pinky Ponkiem, kiedy alarmuje dzwonek. |
| 47                                           | Upsy Daisy’s Tiring Walk                               | Igipigiel i Upsy Daisy idą na bardzo długi spacer. |
| 48                                           | Makka Pakka’s Present                                  | Makka Pakka buduje stertę z sześciu kamieni. |
| 49                                           | Igglepiggle Goes Visiting                              | Igipigiel nie potrafi znaleźć Pontipinów, gdyż są bardzo małe. |
| 50                                           | Tombliboo Trousers                                     | Tomblibusie bawią się w ogrodzie, ale ich spodenki spadają. |
| 51                                           | Where’s your Uff-Uff Makka Pakka?                      | Makka Pakka myje piłkę, ale gubi się jego Uff-Uff. |
| 52                                           | Dinner In The Ninky Nonk                               | Pontipiny decydują się zjeść kolację w Ninky Nonku. |
| 53                                           | Igglepiggle’s Tiddle                                   | Obok Igipigla pojawia się nagle tajemniczy strumień wody. |
| 54                                           | Tombliboo Eee Gets Lost                                | Tomblibuś Eee oddala się od pozostałych Tomblibusi. |
| 55                                           | Shshsh! Upsy Daisy’s having a rest                     | Upsy Daisy chce odpocząć w swoim łóżku. |
| SERIA DRUGA (1 września 2008–6 marca 2009)   |                                                        | |
| 56                                           | Slow Down Everybody                                    | Tomblibusie grają swoją muzykę tak szybko że wszyscy zaczynają robić wszystko coraz szybciej.                                                                                 |
| 57                                           | Be Careful Tombliboos!                                 | Mieszkańcy podróżują w Pinki-ponku, ale tylko Tomblibusie piją cały pinki-ponkowy napój.                                                                                      |
| 58                                           | Iggle Piggles Noisy Day                                | Wszystko w ogrodzie tak bardzo hałasuje, że Igielpigiel postanawia wynieść się z dala od ogrodu i poszukać spokojnego miejsca.                                                |
| 59                                           | The Pontipine Children on the Roof                     | |
| 60                                           | Dancing day                                            | Upsy Daisy tańczy ze wszystkimi i ze wszystkim. |
| 61                                           | The Tombliboos swap Trousers                           | Tomblibusie ciągle zamieniają się spodniami |
| 62                                           | Kicking the Ball                                       | Upsy Daisy jest najlepsza w kopaniu piłki. |
| 63                                           | Where are the Tombliboo’s Toothbrushes?                | Tomblibusie gubią swoje szczoteczki do zębów. |
| 64                                           | The Pontipines’ Picnic                                 | Pontypiny szukają najlepszego miejsca na piknik. |
| 65                                           | Upsy Daisy’s Funny Bed                                 | Po pobudce Upsy Daisy wyrusza wspólnie z Igipiglem na spacer po ogrodzie. |
| 66                                           | Upsy Daisy's Special Stone                             | Upsy Daisy dostaje od Makki Pakki wyjątkowy kamień. |
| 67                                           | Makka Pakka's Piles Of Three                           | Makka Pakka buduje stosiki z kamieni. |
| 68                                           | Running About                                          | Wszyscy w ogrodzie są dziś bardzo zabiegani. |
| 69                                           | Trousers On The Ninky Nonk                             | Tomblibusie gubią swoje spodenki podczas przejażdżki Ninky Nonkiem. |
| 70                                           | Where Are The Wottingers?                              | Pontipiny chcą odwiedzić Wottingersów, ale tych nie ma w domu. |
| 71                                           | Windy Day In The Garden                                | Dzisiaj w Dobranocnym Ogrodzie wieje wiatr. |
| 72                                           | Tombliboo Ooo Brings The Ball Indoors                  | Tomblibusie bawią się piłką w domu. |
| 73                                           | What A Funny Ninky Nonk                                | Tomblibusie wybierają się na przejażdżkę w Ninky Nonku. |
| 74                                           | Mr. Pontipine's Moustache Flies Away                   | Wiatr zdmuchuje wąsy z twarzy pana Pontipina. |
| 75                                           | Make Up Your Mind Upsy Daisy                           | Upsy Daisy nie potrafi zdecydować co chce dzisiaj robić. |
| 76                                           | Catch The Ninky Nonk, Tombliboos                       | Tomblibusie w Pinky Ponku starają się lecieć za Ninky Nokiem, którym jedzie Makka Pakka.                                                                                      |
| 77                                           | Hide And Seek                                          | Pontipiny bawią się w chowanego z Wottingersami. |
| 78                                           | What Loud Music, Tombliboos!                           | Igipigiel odkrywa kamienie wydające dźwięki. |
| 79                                           | Where Can Igglepiggle Have a Rest?                     | Igipigiel chce odpocząć, ale nie potrafi znaleźć odpowiedniego miejsca. |
| 80                                           | Waving from the Ninky Nonk                             | Wszyscy chcą przejechać się Ninky Nonkiem. |
| 81                                           | Where Did Makka Pakka's Sponge Go?                     | Makka Pakka gubi swoją gąbkę. |
| 82                                           | Ninky Nonk Dinner Swap                                 | Pontipiny decydują się zjeść obiad w Ninky Nonku. |
| 83                                           | Trubliphone Fun                                        | Podczas spaceru Pontipiny słyszą różne odgłosy. |
| 84                                           | Makka Pakka's Circle of Friends                        | Igipigiel znajduje kamień i oddaje go Macce Pacce. |
| 85                                           | Long and Ponky Ride in the Pinky Ponk                  | Wszyscy wybierają się na podróż w Pinky Ponku. |
| 86                                           | Sad and Happy Tombliboos                               | Tomblibusie budują dzisiaj wieże z klocków. |
| 87                                           | Upsy Daisy Dances with the Pontipines                  | Upsy Daisy tańczy z Pontipinami i Tomblibusiami. |
| 88                                           | Mind the Haahoos                                       | Pontipiny udają się na spacer razem w Wottingersami i spotykają Hahusie. |
| 89                                           | Wake Up Ball                                           | Igipigiel bawi się piłką. |
| 90                                           | Upsy Daisy Forgets Her Stone                           | Każdy dostaje od Makki Pakki po kamieniu. |
| 91                                           | Long-Distance Ball Game                                | Upsy Daisy nieostrożnie bawi się piłką. |
| 92                                           | The Wottingers' Hiding Game                            | Wottingersi chowają się przed Pontipinami. |
| 93                                           | Upsy Daisy Only Wants To Sing                          | Upsy Daisy chce pośpiewać, ale wszyscy jej w tym przeszkadzają. |
| 94                                           | The Tombliboos' Busy Ninky Nonk Day                    | Tomblibusie wybierają się w podróż Ninky Nonkiem. |
| 95                                           | The Pinky Ponk and the Ball                            | Pontipiny rzucają piłką w Pinky Ponka. |
| 96                                           | What A Big Sneeze Makka Pakka!                         | Wszyscy dzisiaj kichają. |
| 97                                           | Ninky Nonk Or Pinky Ponk                               | Tomblibusie nie potrafią zdecydować, czy chcą jechać Ninky Nonkiem czy lecieć Pinky Ponkiem.                                                                                  |
| 98                                           | Oh Look! It's the Wottingers!                          | Pontipiny i Wottingersi szukają się nawzajem. |
| 99                                           | Upsy Daisy Dances With the Haahoos                     | Upsy Daisy tańczy razem z Hahusiami. Wkrótce wszyscy do nich dołączają. |
| 100                                          | Fall Down Ball                                         | Piłka chce bawić się z Tomblibusiami, ale te wolą budować wieże z klocków. |

## Wydania DVD
W Polsce w 2008 roku serial ukazał się na płytach DVD wydanych przez Best Film. Ukazały się następujące tytuły:
- Dobranocny Ogród: A kto to?[23]
- Dobranocny Ogród: Gotowi do zabawy[24]
- Dobranocny Ogród: Przygody Igipigla[25]
- Dobranocny Ogród: Psoty Upsy Daisy[26]
- Dobranocny Ogród: To Makka Pakka[27]
- Dobranocny Ogród: Wesołe Tomblibusie[28]
- Dobranocny Ogród: W magicznym ogrodzie[29]

## In the Night Garden... Live!
Od 2010 roku po Wielkiej Brytanii jeździ trasa teatralna o nazwie In the Night Garden... Live!. Występują tam aktorzy w kostiumach postaci z serialu, jak i kukiełki.
W 2020 roku trasa została odwołana z powodu rozprzestrzeniającej się pandemii COVID-19. Wznowienie spektaklu zapowiedziano na rok 2021.

## Kontrowersje
- Aktor grający Tomblibusia Ooo – Isaac Blake – pozwał do sądu produkującą serial firmę Ragdoll Productions oskarżając ich o m.in. niesprawiedliwe zwolnienie z pracy, brak zapewnienia aktorom bezpiecznych warunków podczas nagrań, w efekcie czego dwa razy doznał urazów ciała oraz niegodziwe traktowanie przez współpracowników na planie. Ostatecznie sąd przychylił się jedynie do zarzutów aktora o niegodziwym traktowaniu w pracy, w efekcie czego Ragdoll Productions musiała wypłacić mu sumę 2000 funtów[33][34][17].
- W 2008 roku BBC w Wielkiej Brytanii wycofała serial z wieczornego harmonogramu kanału CBeebies. Spotkało się to z wieloma skargami od rodziców, którzy narzekali, że ich dzieci nie chcą chodzić spać, gdyż w telewizji nie było jeszcze Dobranocnego Ogrodu. Po wielu zażaleniach telewizja przywróciła serial do wieczornej ramówki[35].
- W 2009 roku BBC otrzymała garść skarg po wypuszczeniu na rynek lalki postaci Upsy Daisy o kolorze skóry jaśniejszym niż w bajce. Telewizja wytłumaczyła,  że lalka bazuje na animowanej wersji bohaterki, która ma jaśniejszą karnację. Mimo tego w późniejszym czasie została wydana seria lalek Upsy Daisy z ciemniejszą karnacją[36].
- W 2016 roku internauci dostrzegli dorosły żart w książeczce Iggle Piggle's Mucky Patch. W konkretnej scenie Igipigiel przytulił Upsy Daisy, po czym na jej ubraniu pojawiła się brudna plama[37].
- W 2019 roku zajmująca się produkcją i sprzedażą zabawek z motywami z serialu firma Golden Bear Toys wypuściła na brytyjski rynek zabawkę Igglepiggle Peek-a-boo. Produkt został prędko wycofany ze sklepowych półek ze względu na wykryte zagrożenie zadławienia się jego częściami przez dzieci podczas zabawy[38].
- W 2019 roku pewna kobieta podzieliła się fragmentem bajki w mediach społecznościowych twierdząc, że Makka Pakka wypowiada w nim słowa Shut the f**k up! W rzeczywistości bohater wykrzykiwał swoje imię (Makka Pakka!)[39].

## Nagrody i nominacje
| Rok  | Plebiscyt    | Kategoria                   | Wynik     |
| ---- | ------------ | --------------------------- | --------- |
| 2007 | BAFTA Awards | Best Pre-School Live Action | Nagroda   |
| 2008 | BAFTA Awards | Best Pre-School Live Action | Nagroda   |
| 2009 | BAFTA Awards | Best Pre-School Live Action | Nominacja |